# Matt Biondi
Pour les articles homonymes, voir Biondi.
Matthew (« Matt ») Nicholas Biondi, né le 8 octobre 1965 à Palo Alto, est un ancien nageur américain, aux origines italiennes. Il était surnommé « la torpille de Moraga ». Il remporte onze médailles olympiques, dont huit en or, six médailles mondiales et a établi sept records du monde, sur le 50 mètres et le 100 mètres nage libre.

## Biographie
C'est par l'intermédiaire de son père, ancien joueur de water polo et entraîneur de natation, qu'il découvre ce sport à l'âge de cinq ans. Durant sa jeunesse, il pratique d'autres sports : basket-ball, football américain et football, appelé soccer aux États-Unis. C'est lors de son passage en high school, où il se partage entre le water polo et la natation, qu'il progresse pour devenir l'un des meilleurs nageurs lycéens du pays.
Il rejoint alors, en 1983, l'université de Californie à Berkeley. Pour sa première année au sein de celle-ci, il évolue dans l'équipe de water polo qui remporte le titre universitaire. En natation, il ne parvient pas à se qualifier pour la finale. Toutefois, il parvient à prendre la quatrième place lors des sélections américaines ce qui lui donne une place au sein du relais américain pour les jeux olympiques de 1984 à Los Angeles. Le meilleur nageur américain de l'époque Rowdy Gaines déclare alors, en apprenant cette nomination : « Matt who ? ». Lors de ce relais 4 × 100 mètres, alors qu'il est le troisième relais de son équipe, il part à la seconde place. Son adversaire, l'Australien Michael Delaney, augmente encore un peu son avance à l'issue des premiers cinquante mètres mais doit finalement laisser son jeune rival américain toucher avant lui. Gaines, qui obtient l'or olympique sur le 100 mètres individuel, assure ensuite la victoire du relais américain, en établissant de surcroît un nouveau record du monde en 3 min 19 s 03.
Biondi poursuit pendant encore trois ans son cursus universitaire, remportant huit titres de champion NCAA (National Collegiate Athletic Association) : sur 50 yards en 1986 et 1987, 100 yd en 1985, 1986 et 1987 et 200 yd en 1985, 1986 et 1987. Lors de cette dernière année 1987, il établit quatre records américains, performance qu'il avait déjà réalisée en 1985. Toutefois, lors du 200 yd, il s'impose de justesse face à Troy Dalbey, aveugle d'un œil depuis la naissance.
En 1985, il établit son premier record du monde individuel de natation lors des championnats américains : il réalise 49 s 24 puis 48 s 95, devenant ainsi le premier homme à descendre sous la barre des 49 secondes sur le 100 mètres. Lors des championnats pan-pacifiques, il remporte la médaille d'or sur 50 et 100 mètres, l'argent sur le 200 mètres, le bronze sur le 100 mètres papillon et participe aux trois relais, remportant trois nouvelles médailles d'or.
L'année suivante, il établit deux nouveaux records du monde lors des sélections américaines pour les Championnats du monde 1986 disputés à Madrid : il réalise 22 s 33 lors du 50 mètres nage libre et 48 s 74 sur le 100 mètres nage libre. En Espagne, il est devancé par son compatriote Tom Jager et le Suisse Dano Halsall sur le 50 mètres. Il obtient son premier titre mondial en remportant le 100 mètres en devançant Stéphan Caron et Jager. Il remporte la médaille d'argent du 100 mètres papillon, battu par l'Américain Pablo Morales et il termine à la troisième place du 200 mètres nage libre. Biondi fait partie des trois relais américains, la sélection américaine remportant l'or sur 4 × 100 m nage libre et 4 × 100 m quatre nages mais devant s'incliner face aux relais allemands sur le 4 × 200 m, l'Allemagne de l'Est remportant le titre devant l'Allemagne de l'Ouest. Il devient le premier nageur à remporter sept médailles lors d'un championnat du monde.
Lors des championnats des États-Unis de 1987, il égale son propre record du monde du 50 mètres. Lors de l'édition de 1987 des Championnats pan-pacifiques, il est à nouveau battu par Jager sur le 50 mètres - qui le prive également de son record du monde, mais s'impose sur le 100 mètres. Il obtient le bronze sur le 100 mètres papillon et remporte les trois titres lors des courses de relais.
Après avoir descendu son propre record du monde du 100 mètres lors des sélections américaines, il est considéré comme l'une des futures vedettes des jeux olympiques de Séoul. Sa première compétition lors de ces jeux est le 200 mètres où il figure aux rangs des favoris avec l'Allemand Michael Groß. Toutefois, après avoir mené jusqu'au 150 mètres, il faiblit et s'incline face à l'Australien Duncan Armstrong. Deux jours plus tard, Biondi dispute sa seconde finale individuelle lors du 100 mètres papillon. Il semble en mesure de remporter le titre mais en raison d'une erreur technique - il préfère faire une dernière coulée plutôt que de faire un nouveau mouvement de bras - et il est devancé d'un centième par le nageur du Surinam, Anthony Nesty, celui-ci devenant le premier sportif de son pays à devenir champion olympique. Une heure plus tard, Biondi est le dernier relayeur américain lors du 4 × 200 mètres. Lorsqu'il prend le départ, il est devancé par l'équipe est-allemande. Mais avec un temps de 1 min 46 s 44, il parvient à combler son retard et devance l'Allemand à cinquante mètres du but pour remporter l'or. Il permet également au relais américain d'établir un nouveau record du monde. Grand favori du 100 mètres dont il est alors le seul nageur à avoir nagé sur la distance en moins de 49 secondes, il remporte son premier titre olympique individuel en devançant son compatriote Christopher Jacobs et le Français Stéphan Caron. Le jour suivant, Biondi remporte sa troisième médaille d'or des jeux en remportant le relais 4 × 100 mètres nage libre avec Jacobs, Troy Dalbey - ce dernier ayant également participé au relais 4 × 200 mètres - et Tom Jager. Les Américains établissent également un nouveau record du monde en 3 min 16 s 53. Biondi devient le premier champion olympique de l'histoire sur la distance du 50 mètres nage libre en battant Jager. Lors de cette course, il reprend le record du monde en réalisant 22 s 14. Lors de la dernière journée des compétitions de natation, Biondi dispute son troisième relais : toutefois, il ne dispute pas celui-ci en nage libre mais en papillon, Jacobs terminant la course en nage libre. Les Américains réalisent le score parfait en relais en remportant les trois courses et en établissant trois records du monde. Comme Mark Spitz, il remporte sept médailles lors des mêmes jeux, ce dernier remportant sept médailles d'or contre cinq d'or, une d'argent et une de bronze pour Biondi.
Après ces jeux, Biondi décide de prendre sa retraite. Il dispute cependant des courses d'exhibition, en particulier avec Jager. Il revient sur sa décision et dispute les Championnats pan-pacifiques 1989 où il remporte l'or avec le relais 4 × 100 m 4 nages. Lors de l'édition suivante de ces mêmes championnats, en 1991, il remporte l'argent du 50 mètres, l'or sur le 100 mètres nage libre et le 100 mètres papillon, et l'or sur les deux relais du 4 × 100 mètres et du 4 × 100 mètres 4 nages. La même année, il dispute ses deuxièmes championnats du monde, lors des mondiaux de Perth en Australie. Jager le devance sur 50 mètres, mais Biondi remporte trois titres mondiaux avec le 100 mètres et les relais 4 × 100 mètres.
Avec l’assouplissement sur les conditions de professionnalisme des sportifs, Biondi peut également postuler aux jeux olympiques de Barcelone. Lors de ceux-ci, il termine cinquième du 100 mètres, course remportée par Alexander Popov. Celui-ci remporte également le 50 mètres où Biondi remporte une nouvelle médaille olympique avec l'argent. Biondi participe également au relais 4 × 100 mètres nage libre qui devance l'Équipe unifiée de Popov. Biondi remporte une autre médaille d'or sur le relais 4 × 100 mètres 4 nages, compétition dont il dispute les séries mais pas la finale.

## Palmarès et résultats

### Jeux olympiques
| Épreuve              | Édition               | Édition              | Édition          |
| Épreuve              | Los Angeles 1984      | Séoul 1988           | Barcelone 1992   |
| 50 m nage libre      | Épreuve non olympique | Or 22 s 14 RM        | Argent 22 s 09   |
| 100 m nage libre     | -                     | Or 48 s 63           | 5e 49 s 53       |
| 200 m nage libre     | -                     | Bronze 1 min 47 s 99 | -                |
| 100 m papillon       | -                     | Argent 53 s 01       | -                |
| 4 × 100 m nage libre | Or 3 min 19 s 03 RM   | Or 3 min 16 s 53 RM  | Or 3 min 16 s 74 |
| 4 × 100 m 4 nages    | -                     | Or 3 min 36 s 93 RM  | Or               |
| 4 × 200 m nage libre | -                     | Or 7 min 12 s 51 RM  | -                |

### Championnats du monde
| Épreuve              | Édition              | Édition          | Édition |
| Épreuve              | Madrid 1986          | Perth 1991       |         |
| 50 m nage libre      | Bronze 22 s 85       | Argent 22 s 26   |         |
| 100 m nage libre     | Or 48 s 94           | Or 49 s 18       |         |
| 200 m nage libre     | Bronze 1 min 49 s 43 | -                |         |
| 100 m papillon       | Argent 53 s 67       | -                |         |
| 4 × 100 m nage libre | Or 3 min 19 s 89     | Or 3 min 17 s 15 |         |
| 4 × 100 m 4 nages    | Or 3 min 41 s 25     | Or 3 min 39 s 66 |         |
| 4 × 200 m nage libre | Bronze 7 min 18 s 29 | -                |         |

### Records
Matt Biondi a établi, ou égalé, sept records du monde. Quatre de ceux-ci sont établis dans l'épreuve du 100 m nage libre où il est le détenteur du record du monde du 6 août 1985, date où il succède à Rowdy Gaines, au 18 juin 1994 où son record est battu par le Russe Alexander Popov. Il établit également à trois reprises le record du monde du 50 m nage libre : il établit la meilleure performance mondiale le 26 juin 1986 en succédant à Tom Jager, celui-ci le dépossédant de ce record l'année suivante. Lors des jeux de Séoul, il établit un nouveau record du monde, record dont il sera privé par Jager en 1989.
Avec les équipes de relais, il bat à trois reprises le record du monde du 4 × 100 mètres nage libre, deux fois le record du monde du 4 × 100 mètres 4 nages et  une fois celui du  4 × 200 mètres nage libre.